# مگ (فیلم)
مگ (انگلیسی: The Meg) یک فیلم آمریکایی-چینی در سبک اکشن علمی–تخیلی به کارگردانی جان ترتل‌تاب است که در سال ۲۰۱۸ منتشر شد. فیلم‌نامه این فیلم توسط دن جورجاریس، جان هوبر و اریک هوبر بر اساس رمان مگ: رمانی از ترس عمیق (۱۹۹۷)، نوشته استیو آلتن به رشته تحریر درآمده‌ است. از بازیگران آن می‌توان به جیسون استاتهام، لی بینگ‌بینگ، رین ویلسون، روبی رز، وینستون چائو و کلیف کرتیس اشاره کرد. مگ در ۱۰ اوت ۲۰۱۸، در ایالات متحده و چین به نمایش درآمد.
دنباله‌ای به نام مگ ۲: گودال در ۴ اوت ۲۰۲۳ منتشر شد.

## خلاصه داستان
داستان فیلم بر محور گروهی از دانشمندان می‌چرخد که در درازگودال ماریانا گونه‌های جدیدی را کشف می‌کنند. در بین این موجودات، یک گونه از کوسه‌های غول پیکر (مگالودون) به نام مگ وجود دارد، موجودی که میلیون‌ها سال تصور می‌شد منقرض شده‌است. جوناس تیلور کاپیتان نیروی دریایی برای کمک به ایستگاه تحقیقاتی فراخوانده می‌شود، اما خیلی زود هیولا فرار می‌کند و در مسیرش همه چیز را نابود می‌کند، به این ترتیب یک مسابقه با زمان برای متوقف کردن آن آغاز می‌شود.

## بازیگران
| نام                   | نقش             |
| --------------------- | --------------- |
| جیسون استاتهام        | جوناس تیلور     |
| لی بینگ‌بینگ           | سویینگ          |
| وینستون چائو          | ژانگ پدر سویینگ |
| کلیف کرتیس            | مک              |
| رین ویلسون            | موریس           |
| روبی رز               | جکس             |
| پیج کندی              | دی جی           |
| جسیکا مک‌نامی          | لوری            |
| روبرت تیلور           | دکتر هلر        |
| اولافور داری اولافسون | وال             |
| ماسای اوکا            | توچی            |